# Saint Croix (Maine)
Saint Croix è una piccola isola disabitata del Maine, negli Stati Uniti. Si trova nella Baia di Passamaquoddy, 6 km al largo della foce del fiume Saint Croix, che è parte del confine che separa gli stati Uniti dal Canada. Lunga 182 metri e larga 90 metri, ha una superficie di circa 26.000 m².
L'isola fu scenario di uno dei primi tentativi di colonizzazione del Nord America da parte dei Francesi: Pierre Dugua de Mons giunse infatti qui nel 1604.
Nel 1984 il Congresso degli Stati Uniti assegnò all'isola il titolo di sito storico.
Non esiste un accesso pubblico all'isola.